# Rainer Wemcken
Rainer Wemcken  (* 1952 in Hagen) ist ein deutscher Filmemacher.

## Leben
Nach dem Jurastudium in Kiel und München begann er ein Studium an der Hochschule für Fernsehen und Film München in München und arbeitete als Aufnahmeleiter bei Filmen wie Theo gegen den Rest der Welt, Die Heartbreakers und dem mit dem Bayerischen Filmpreis ausgezeichneten Der kostbare Gast von Dominik Graf. Darüber hinaus übernahm er die Produktionsleitung von Kinofilmen wie Die Katze, Faust – Vom Himmel durch die Welt zur Hölle mit den Münchner Kammerspielen und Fernsehserien wie Der Fahnder und Rote Erde Teil 2 und Shows wie Formel Eins.
Endemol Entertainment beauftragte Wemcken 1992 mit der Herstellungsleitung und übertrug ihm als Mitglied der Geschäftsführung die Verantwortung für den gesamten Eigenproduktionsbereich mit Serien wie Die Wache, Stadtklinik und Shows wie Wie bitte?!, Notruf, Traumhochzeit, Die 100.000 Mark Show, Rudi’s Reiseshow, Mini Playback Show.
1997 wechselte Wemcken als Managing Director zu UFA Serial Drama (damals noch GrundyUFA). 2001 bis 2016 war Rainer Wemcken Geschäftsführer des Unternehmens
und verantwortete die Produktion von Serien wie Gute Zeiten, schlechte Zeiten, Unter uns, Alles was zählt, Verbotene Liebe, Verliebt in Berlin, Hinter Gittern, Bianca – Wege zum Glück, Wege zum Glück, Mallorca – Suche nach dem Paradies und Filme wie Held der Gladiatoren.
Mit Jahresende 2016 gab Wemcken dort seine Funktion als Geschäftsführer ab und wechselte als freier Produzent und Berater zur neuen deutschen Filmgesellschaft.

## Filmografie (Auswahl)
- 2022: Einsatz in den Alpen – Der Armbrustkiller (Fernsehfilm)